# La Fille de son père
Ne doit pas être confondu avec La Fille de son père (film, 2023).
Pour plus de détails, voir Fiche technique et Distribution.
La Fille de son père est un film français réalisé par Jacques Deschamps et sorti en 2001

## Fiche technique
- Titre original : La Fille de son père
- Réalisateur : Jacques Deschamps
- Scénariste : Jacques Deschamps, Olivier Lorelle
- Producteur : Bertrand Faivre, Ben Gibson
- Musique du film : Béatrice Thiriet
- Photographie : Éric Guichard
- Montage : Anne Weil
- Création des décors : Emmanuel de Chauvigny
- Création des costumes : Pascaline Chavanne
- Format :  1,85:1
- Pays de production :  France
- Genre :  drame
- Durée : 1h30
- Date de sortie :	
  -  France : 10 octobre 2001

## Distribution
- Natacha Régnier : Anna
- François Berléand	: Henri
- Fanny Cottençon : Élisabeth
- Frédéric Pierrot : Francis
- Circé Lethem : Catherine
- Liliane Rovère : La secrétaire
- Yves Verhoeven : Jean-Pierre
- Laurent Ferradini : Docteur Lambert
- Julien Gangnet : Fred
- Antoine Laurent : Copain 1
- Barthélémy Goutet : Copain 2
- Arthur Tavares-Soares : Copain 3
- Pierre Deschamps : Le jeune voisin
- Zoé Pavia-Escolano : Catherine enfant
- Florence Saint-Jean : Coéquipière
- Philippe Tourret : Le comptable
- Emmanuel de Chauvigny : Client furieux
- Christian Lambert : Le passant
- Cécile Kalck : Jeune vendeuse
- Patricia Moinot : Cliente cristallerie
- Rui Jesu